# 조피 로이스
조피 로이스(Sophie Rois, 1961년 6월 1일 ~ )는 오스트리아의 배우이다. 2011년 독일 영화상 여우주연상 수상자이다.

## 출연 작품
- 《에너미 앳 더 게이트》(2001년) - 루드밀라 역
- 《토마스 만(영어판)》(2001년)
- 《핸드 인 핸드》(2001년) - 이마 역
- 《러닝 투 라이》(2003년) - 루드밀라 역
- 《아키텍트》(2008년) - 한나 역
- 《쓰리》(2010년) - 한나 역
- 《약속》(2013년) - 이본 역
- 《미 엔드 디 아더스》(2021년)